# اختبار مولد الضد ن س 1
اختبار مولد الضد ن س 1 (بالإنجليزية: NS1 antigen test  أو NS1 stands for nonstructural protein 1 أو Platelia Dengue NS1 Ag assay)‏ هو فحص لمرض حمى الضنك تنتجه بايو-راد ومعهد باستير والذي قدم عام 2006. هذا الاختبار سمح بالتشخيص السريع للمرض منذ اليوم الأول من الحمى وقبل ظهور الأجسام المضادة التي تظهر بعد 5 أيام أو أكثر.
يستخدم حاليا في 40 دولة. التقنية المستخدم هي الإليزا.
الاختبار متوفر في الهند منذ عام 2010.